# Fethard-on-Sea
Fethard-on-Sea (Fiodh Ard em irlandês), ou Fethard, é uma aldeia situada no sudoeste do Condado de Wexford, Irlanda, do lado leste da base da Península de Hook.

## História
Atualmente conhecida como uma aldeia de pesca e resort de final de semana, em tempos passados Fethard foi um local de alguma importância. Ela foi o lugar de desembarques normandos no século XII, e as ruínas de terraplanagens e fortificações da era normanda podem ser vistas na Baginbun Bay, sul de Ingard Point.
Um castelo do século XII foi construído por Raymond Fitzgerald, que o passou ao Bispo de Ferns e foi utilizado como uma residência episcopal. Existem poucos vestígios da existência do castelo atualmente. Alexander Devereux (o bispo de Ferns do século XVI e Abade de Dunbrody) está enterrado na St Mogue's Church (Igreja da Irlanda).
Jaime I concedeu um estatuto a Fethard, e ela tornou-se um borough municipal, enviando 2 membros ao parlamento irlandês, antes de sua dissolução. Em 1798 um harbor foi construído e tornou-se o lugar de desembarque para tropas francesas durantes as guerras revolucionárias.
Em épocas modernas, a principal ocupação dos moradores tem sido a pesca e o turismo.
A aldeia tem uma população de 253 pessoas. Ela está localizada no distrito eleitoral de Fethard do Condado de Wexford. Ela faz fronteira com os distritos de Bannow e Ballyhack.
Uma paróquia da diocese católica de Ferns, Fethard faz divisa com as paróquias de Templetown e Poulfur.

## Incidente do decretoNe Temere
Em maio de 1957 Fethard-on-Sea esteve envolvida em um embróglio relacionado ao decreto Ne temere. Um padre católico e seus párocos iniciaram um boicote aos negócios locais de propriedade de protestantes; como exemplo, um professor de música protestante perdeu 12 de seus 13 alunos. O boicote foi organizado pois uma mulher protestante, Sheila Cloney (que tinha como sobrenome de solteira Kelly) havia deixado seu marido católico e a aldeia, levando as suas duas filhas, em vez de enviá-las para a Escola (Católica) Nacional local como o seu marido exigia. O boicote recebeu cobertura nacional e internacional durante o verão, antes de acabar naquele outono.  Ao fim, a família reconciliou-se, com as filhas recebendo homeschooling e não frequentando as igrejas de seus pais.  Algumas décadas depois, em 1998, o bispo da diocese desculpou-se pelo boicote.
Um filme, chamado A Love Divided (1999), foi feito sobre a família Cloney, estrelando a atriz irlandesa Orla Brady no papel de Sheila Cloney.

## Fonte
- Cassells Gazeteer of Great Britain and Ireland Vol I/II A-C